# Elly Iselin-Boesch
Elly Iselin-Boesch (* 21. April 1910 in St. Gallen; † 1999 in Riehen) war eine Schweizer Bildhauerin und Malerin.

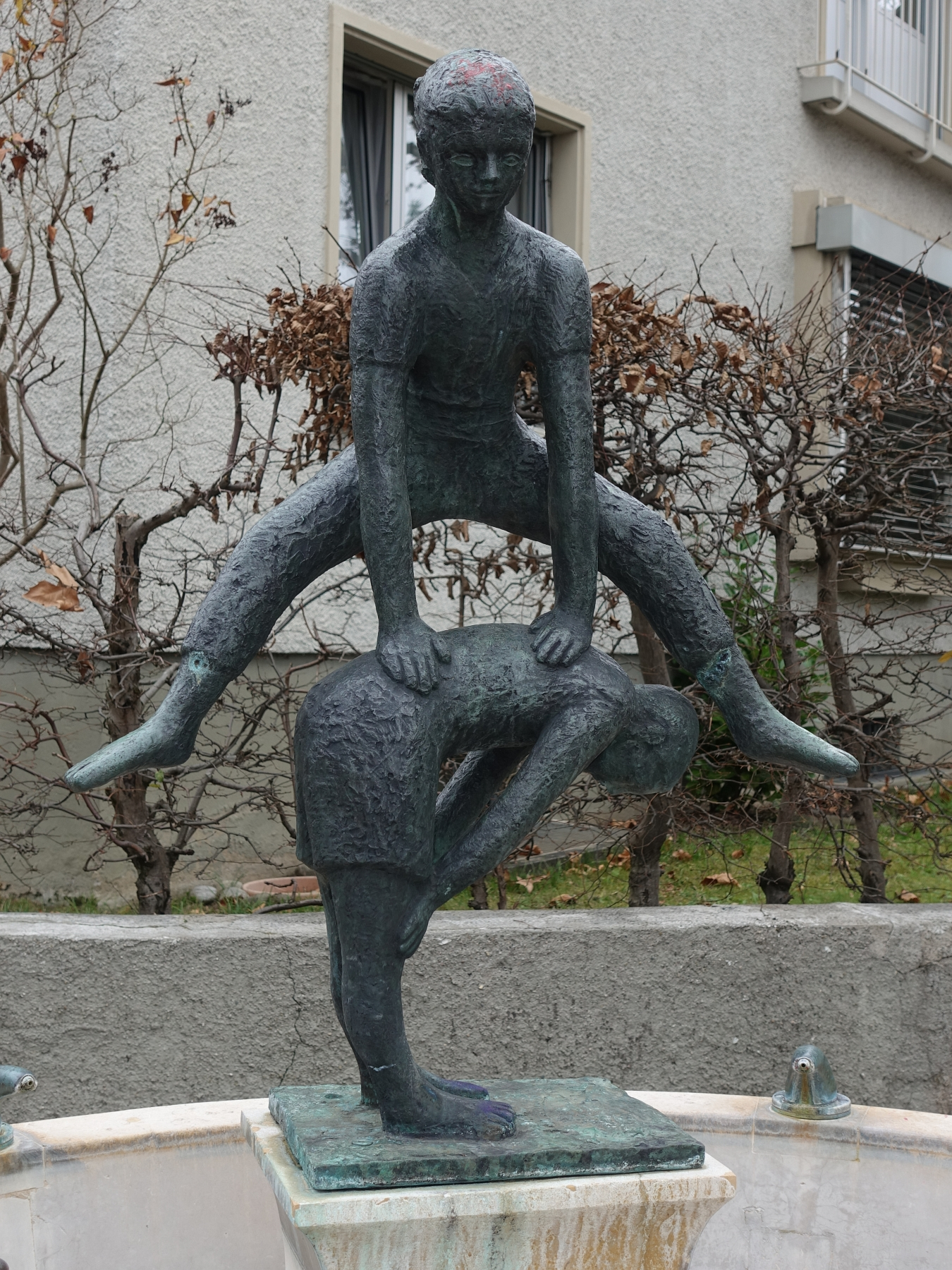
Böckligumper, 1959. Kreuzung Schäferstrasse/Kohlistieg, Riehen.

## Leben und Werk
Elly Boesch wuchs in Zürich auf und besuchte an der ETH Zürich Modellierkurse für Architektur bei Hans Gisler. Dieser erkannte ihr Talent und ermunterte sie, Bildhauerin zu werden. 1932 hielt sie sich in Florenz auf und bildete sich beim Bildhauer Mario Moschi (1896–1971) weiter. 
Elly Boesch hielt sich von 1933/1934 und nochmals 1934/1935 in Paris auf und studierte an der Académie Ranson, wo sie den Drogisten und späteren Zeichenlehrer, Grafiker und Maler Christoph Iselin kennen lernte. Beide besuchten die Allgemeine Gewerbeschule Basel und wurden u. a. von Albrecht Mayer unterrichtet. 1936 heiratete das Paar. In der Folge gab sie ihre Tätigkeit als Bildhauerin fast vollständig auf und unterstützte die Laufbahn ihres Mannes.
Elly Iselin-Boesch war viele Jahre als Sekretärin der Basler Sektion der Gesellschaft schweizerischer Malerinnen, Bildhauerinnen und Kunstgewerblerinnen (GSMBK) tätig. 1959 schuf sie die Brunnenplastik Böckligumper. Dieser steht in Riehen an der Kreuzung Schäferstrasse und Kohlistieg.